# RandstadRail

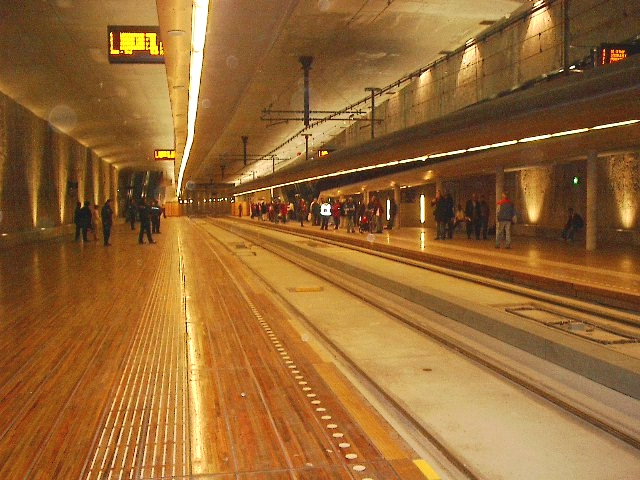
Un tunnel traverse le centre de La Haye, reliant le sud de la ville avec la ville nouvelle de Zoetermeer.

Le réseau du RandstadRail est situé dans la partie sud de la Randstad, conurbation de l'ouest des Pays-Bas, reliant La Haye, Zoetermeer et Rotterdam, et consiste en une ligne de métro léger entre La Haye et Rotterdam, deux lignes de tram-train entre La Haye et Zoetermeer et une ligne de bus reliant Rodenrijs Metro et Zoetermeer. Le réseau utilise principalement d'anciennes voies ferrées et des voies de tramway, avec un nouveau viaduc à La Haye et un nouveau tunnel à Rotterdam.

## Itinéraires

### La Haye à Rotterdam (ligne E)
La ligne E, auparavant appelée Erasmuslijn, s'étend pour la plus grande partie sur l'ancienne ligne ferroviaire appelée "Hofpleinlijn" entre la gare centrale de La Haye et la station de Hofplein pas loin de la gare centrale de Rotterdam, exploitée depuis novembre 2006 avec des rames de métro de la RET. En 2010 elle est déviée via un tunnel, la reliant au reste du réseau de métro de Rotterdam. La ligne ne dessert plus Hofplein mais Blijdorp jusqu'à la gare centrale de Rotterdam. Au printemps 2011, cette ligne est prolongée jusqu'à la station de Slinge. Au moment de la conversion à l'exploitation de type métro (avec le maintien de certains passages à niveau), plusieurs arrêts ont été ajoutés et les fréquences de dessertes ont été améliorées. Bien que la conversion n'ait pas été parfaite, avec une série de problèmes techniques et un déraillement, la ligne est intégralement en exploitation de type métro depuis septembre 2007. La ligne E relie la gare centrale de La Haye à la station de métro Slinge dans le sud de Rotterdam. Actuellement la ligne est exploité avec des véhicules du type RSG3 de Bombardier.

### Station deBlijdorp
Blijdorp est une station de métro de la ligne de métro E du RandstadRail et du métro de Rotterdam.
La station de métro se trouve dans le quartier du même nom, sur Statenweg.
La station se trouve au milieu du tunnel de Statenweg. Ce tunnel relie la Hofpleinlijn au réseau de métro de Rotterdam. La station se trouve à une profondeur de 18 mètres. Blijdorp est la station la plus profonde du métro de Rotterdam.
Cette station a été construite sur la base d'un polder. La station est inaugurée le 16 août 2010.

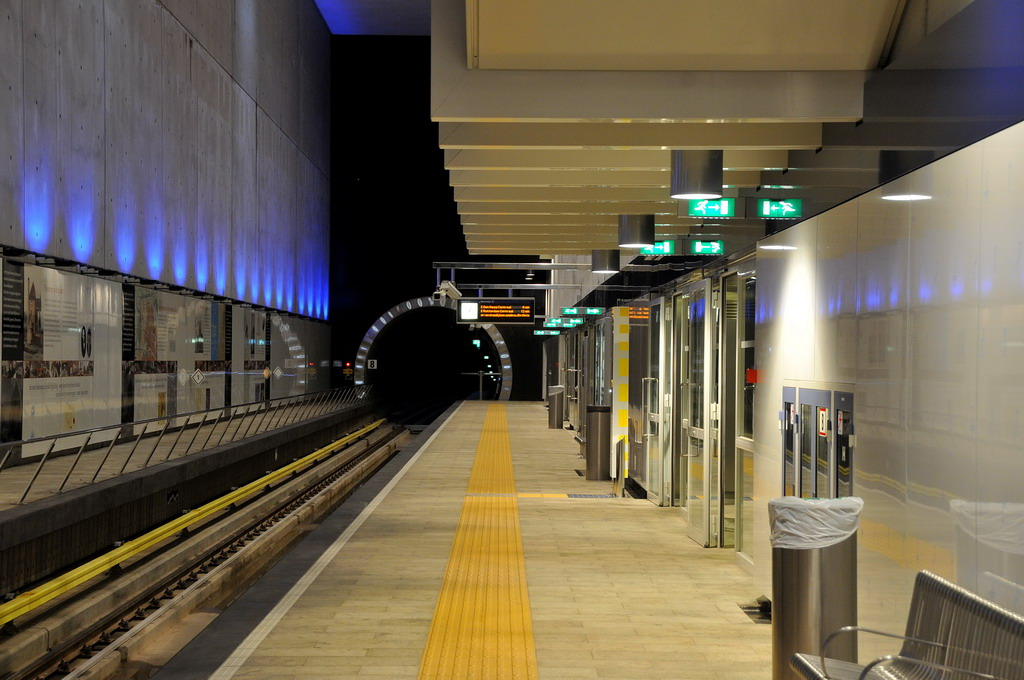
Quai à Blijdorp.

### De La Haye à Zoetermeer  et de Delft à Leidschendam (lignes 3, 4 et 19)
Les lignes 3, 4 et 19 sont des lignes de trams-trains exploitées par la HTM qui relient le sud-ouest de La Haye à Zoetermeer et Delft avec Leidschendam. Les voies de tramways de La Haye et Delft ont été partiellement adaptées pour accueillir les véhicules de type RegioCitadis d'Alstom, plus longs et plus larges, les lignes 3 et 4 utilisant le tunnel de pré-métro sous la Grote Markt et Grote Marktstraat.  Il est prévu que les autres lignes de tramway de la région de La Haye soient converties en lignes appelées R-Net. Actuellement les lignes 2, 9, 11, 15 et 17 ont été converties en ligne R-Net. Ces lignes R-Net sont desservies par les nouveaux trams du type Avenio de Siemens.
La ligne 3 part de Loosduinen, dans l'ouest de La Haye, traverse le centre-ville et devient ligne circulaire à Zoetermeer.
La ligne 4 part de la périphérie sud de La Haye, quartier du Uithof, traverse aussi le centre-ville pour aller vers l'est de Zoetermeer, quartier d'Oosterheem. Une prolongation vers le nouveau terminus de la gare de Lansingerland-Zoetermeer a été ouverte le 18 mai 2019. À cette station, mise en service le 9 décembre 2018 pour les trains, une correspondance avec le service « Sprinter » (omnibus) de la ligne de chemin de fer La Haye Central - Gouda - Utrecht Central des NS est possible.
À Zoetermeer, ces lignes empruntent l'ancienne ligne Zoetermeer-Stadslijn, la seule ligne de chemin de fer urbain des Pays-Bas ; elle a été complètement reconstruite pour les véhicules à plancher surbaissé du RandstadRail.
La ligne 19 part de la gare de Delft, longeant le centre-ville de Delft et passant par Rijswijk-Vrijenban, les nouveaux quartiers de La Haye-Ypenburg, la gare de La Haye-Ypenburg (correspondance possible avec le service « Sprinter » de la ligne de chemin de fer La Haye Centrale - Gouda - Utrecht Centrale des NS), La Haye-Leidschenveen puis Voorburg Damsigt (station souterraine), centre commercial de Leidsenhage à Leidschendam en terminant à l'hôpital MCH Antoniushove. Un prolongement  depuis la gare de Delft vers l'université technique de Delft (Technopolis Innovation Park) est prévu pour la mi-2020, après la reconstruction du pont St. Sébastien au sud du centre-ville de Delft. Une étude pour une éventuelle deuxième prolongation vers l'aéroport de Rotterdam-La Haye, situé au nord de Rotterdam, est en cours. Si ce projet est réalisé, une liaison directe sera créée entre l'aéroport et le centre de La Haye. Finalement, il est également examiné si une branche peut être réalisée de la ligne 25 du tram de la RET depuis l'arrêt Melanchtonweg jusqu'à l'aéroport, créant ainsi une liaison directe entre le centre de La Haye, le centre de Delft, l'université technique de Delft, l'aéroport, le centre de Rotterdam et Rotterdam-Sud.

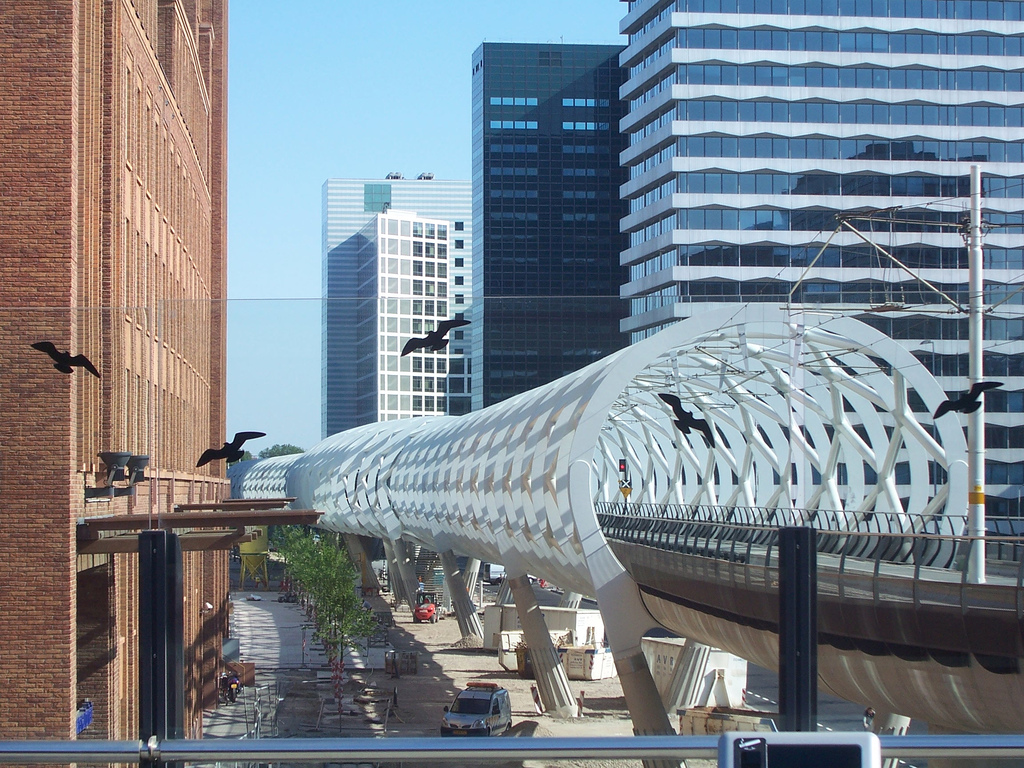
Nouveau viaduc reliant l'ancienne ligne ferroviaire et les voies de tramway à La Haye.
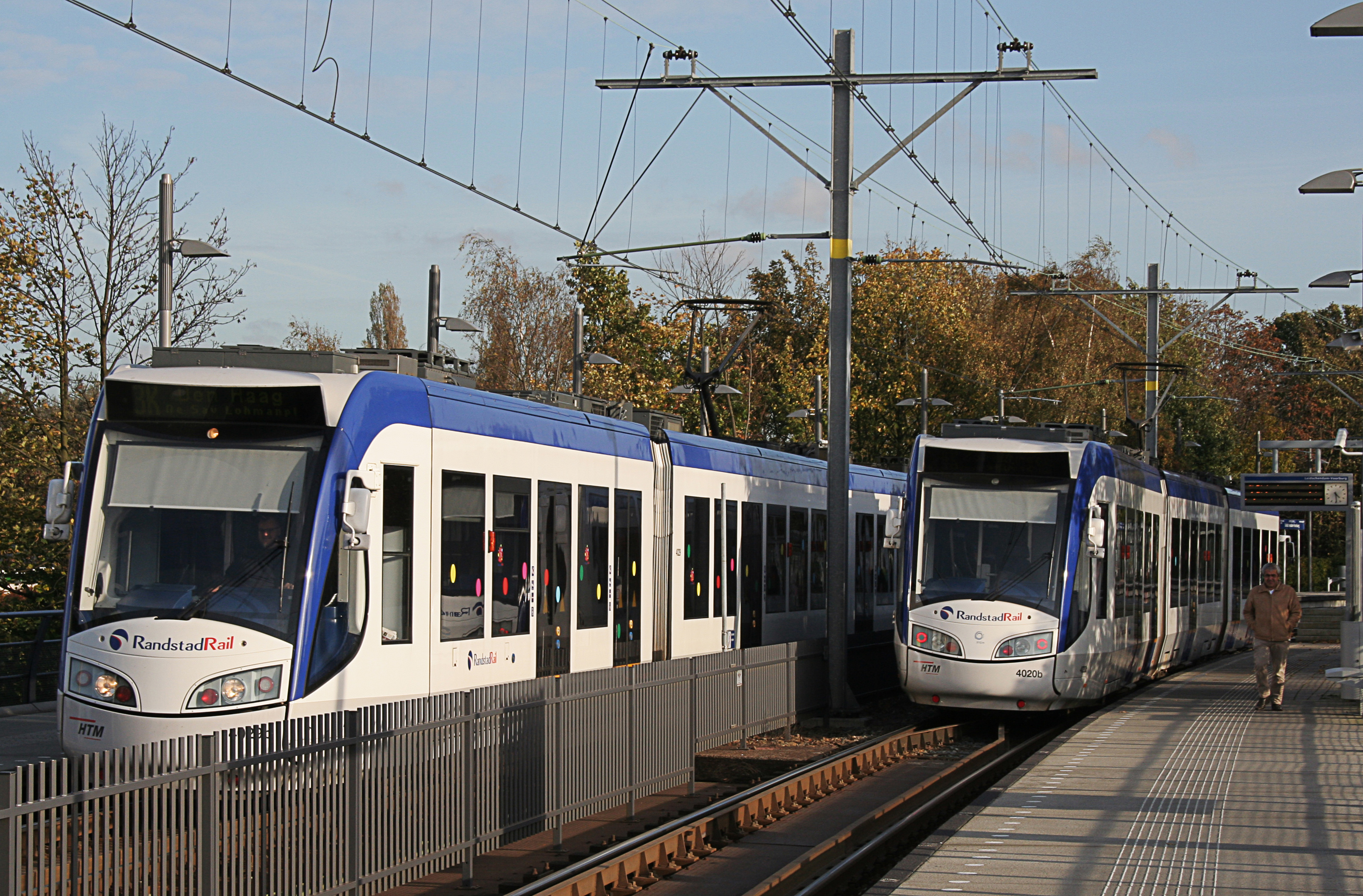
Deux rames HTM des lignes 3 et 4 à la station de Leidschendam-Voorburg.
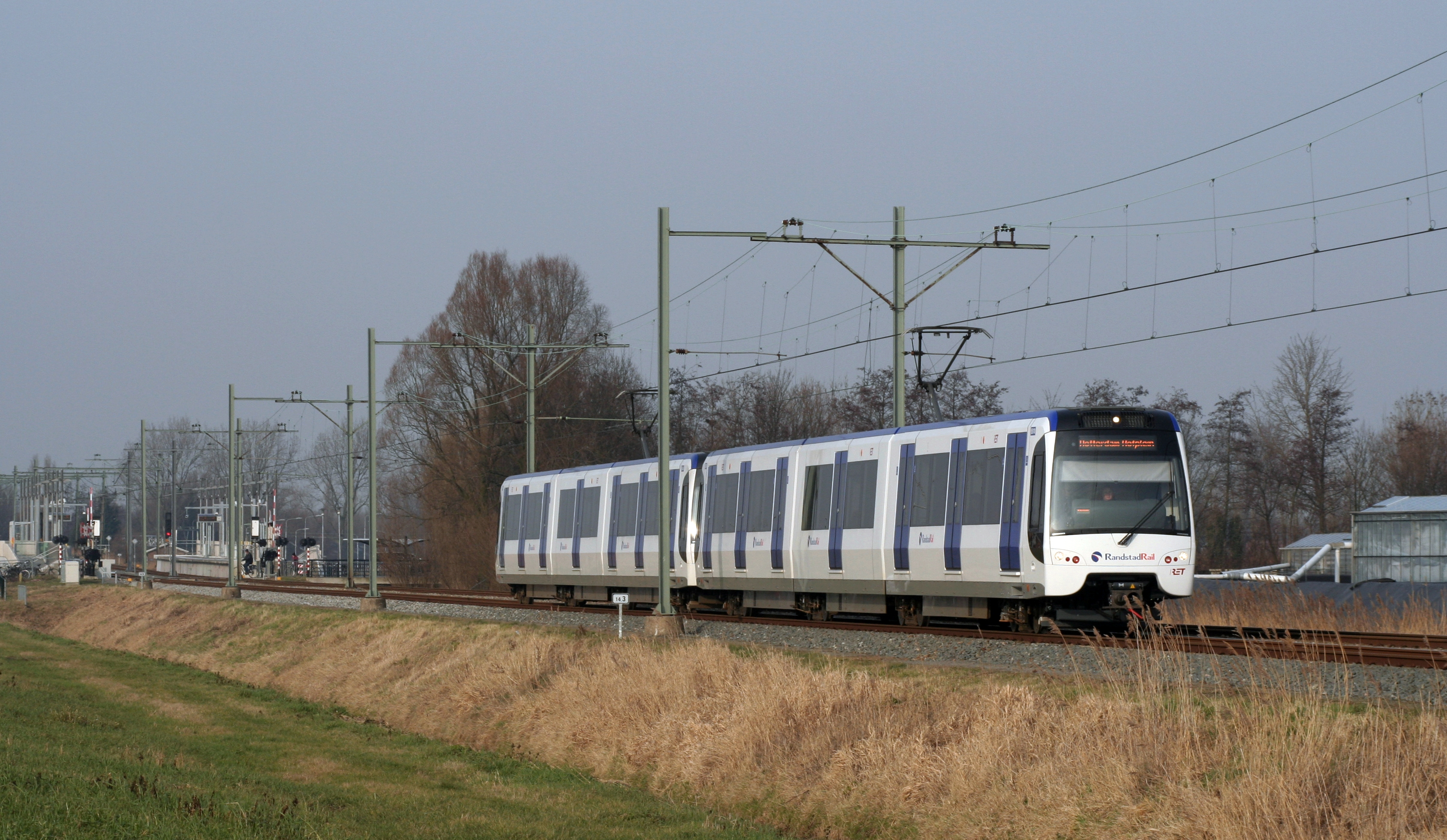
Rame double de métro RET à la station de Nootdorp.